# Марк I

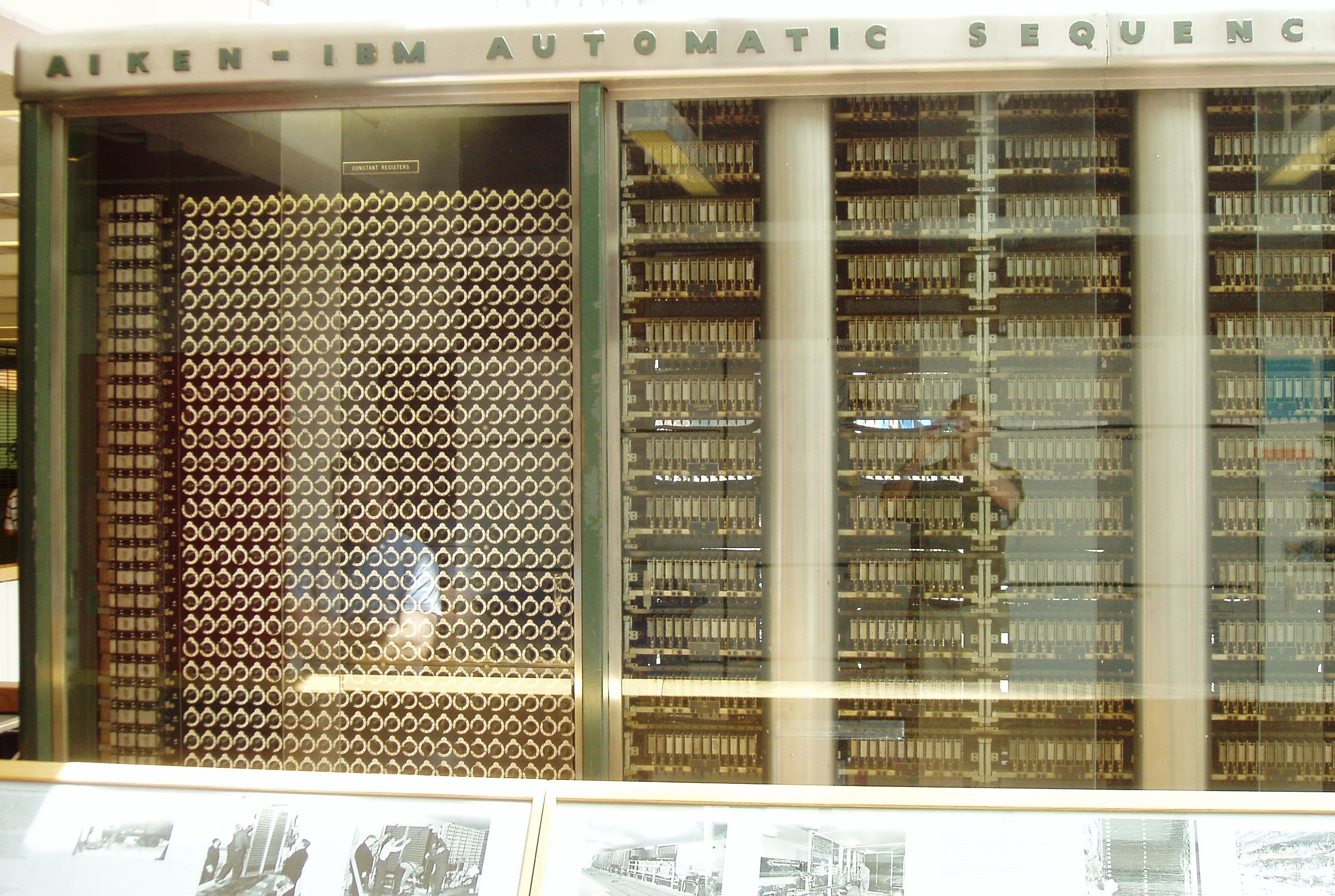
Частина Harvard-IBM Марк 1, ліва сторона.

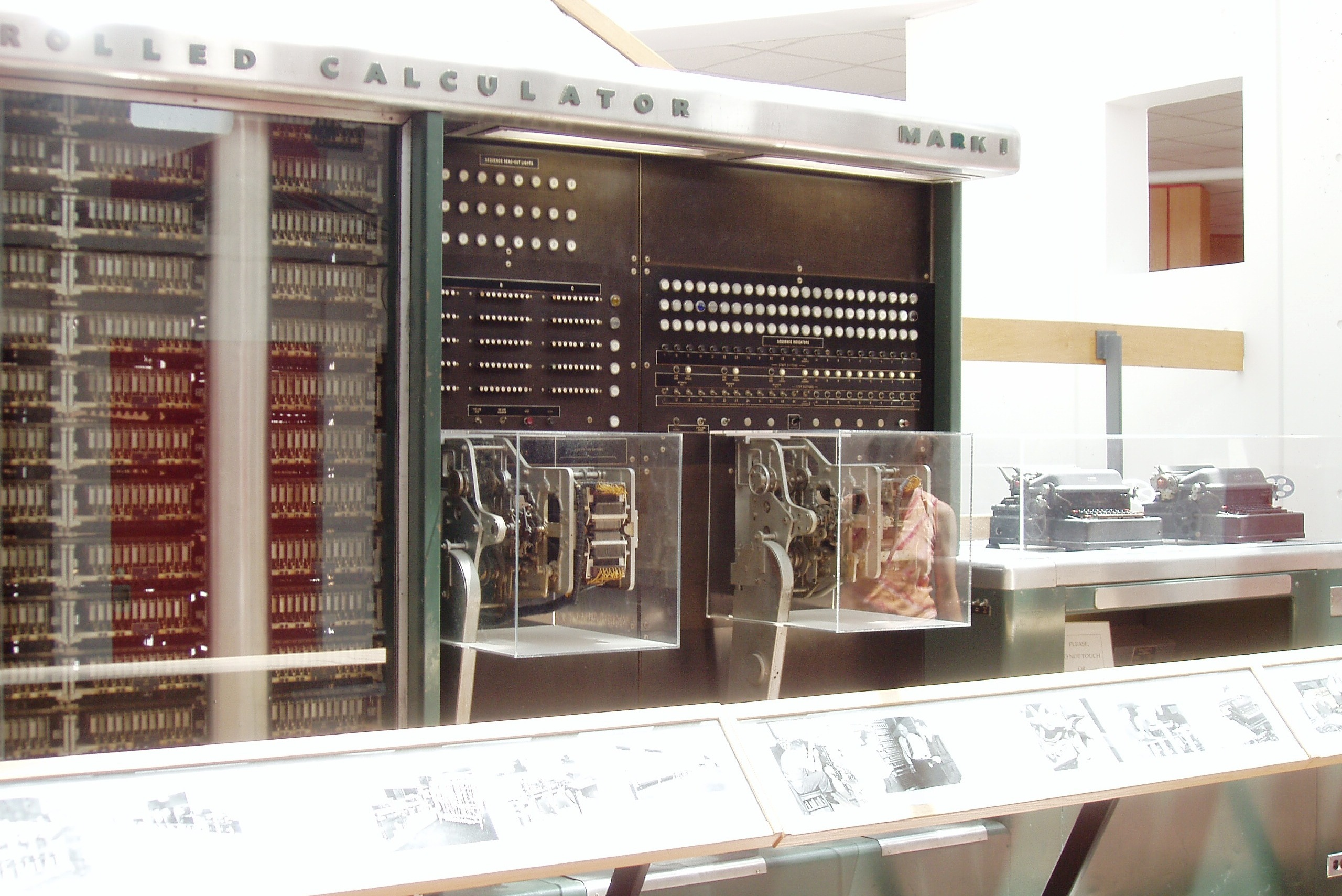
Права сторона.

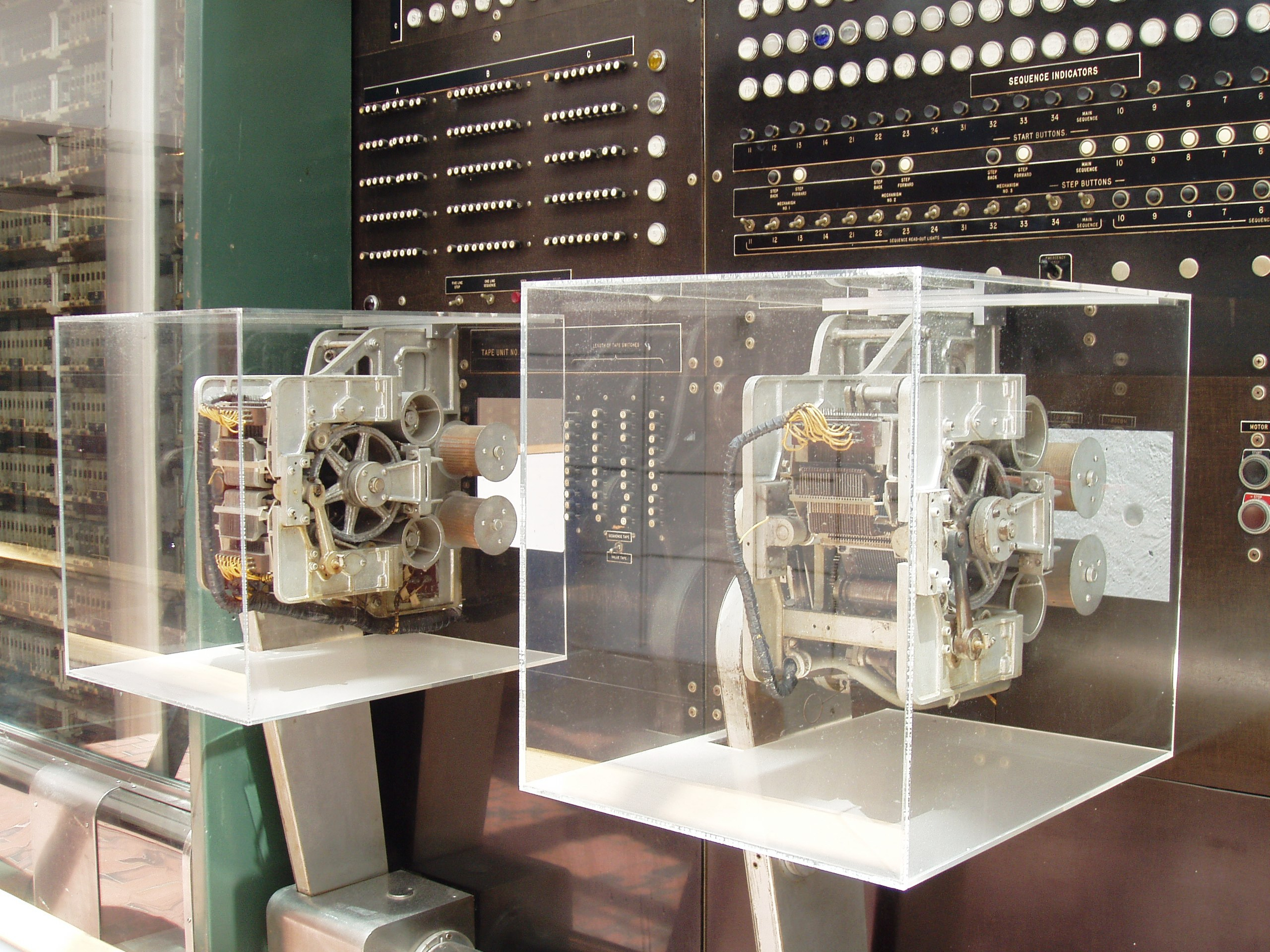
Деталь введення / виводу і управління.

«Марк I» (Automatic Sequence Controlled Calculator — автоматичний обчислювач, керований послідовностями) — перший американський програмований комп'ютер. Розроблений і побудований у 1941 р. за контрактом з IBM молодим гарвардським математиком Говардом Ейкеном та ще чотирма інженерами цієї компанії на основі ідей англійця Чарльза Беббіджа.
Після успішного проходження перших тестів в лютому 1944 р. комп'ютер був перенесений до Гарвардського університету і формально запущений там 7 серпня 1944 р.
За наполяганням президента IBM Томаса Дж. Уотсона, що вклав у створення «Марк I» 500 000 доларів США своїй компанії, машина була укладена в корпус зі скла і нержавіючої сталі. Комп'ютер містив близько 765 000 деталей (електромеханічних реле, перемикачів тощо) досягав у довжину майже 17 м (машина займала в Гарвардському університеті площу в кілька десятків квадратних метрів), у висоту — понад 2,5 м і важив близько 4,5 тонн. Загальна протяжність сполучних проводів становила майже 800 км. Основні обчислювальні модулі синхронізувалися механічно за допомогою 15-метрового вала, що приводиться в рух електричним двигуном, потужністю в 5 к.с. (4 кВт).
Комп'ютер оперував 72 числами, що складаються з 23 десяткових розрядів, роблячи по 3 операції додавання або віднімання в секунду. Множення виконувалося протягом 6 секунд, ділення — 15,3 секунди, на операції обчислення логарифмів і виконання тригонометричних функцій було потрібно більше ніж хвилину.
Фактично «Марк I» був удосконалений арифмометр, заміняв працю приблизно 20 операторів зі звичайними ручними пристроями, однак через наявність можливості програмування деякі дослідники називають його першим реально працюючим комп'ютером. Насправді машина запрацювала лише через два роки після того, як в Німеччині винахідник Конрад Цузе створив обчислювальну машину Z3.
«Марк I» послідовно зчитував і виконував інструкції з перфорованої паперової стрічки. Комп'ютер не вмів виконувати умовні переходи, через що кожна програма являла собою досить довгий стрічковий рулон. Цикли (англ. loops — петлі) організовувалися внаслідок замикання початку і кінця зчитувальної стрічки (тобто дійсно внаслідок створення петель). Принцип поділу даних та інструкцій отримав популярність, як Гарвардська архітектура.
Однак, головною відмінністю комп'ютера «Марк I» було те, що він був першою повністю автоматичною обчислювальною машиною, яка не вимагала втручання людини в робочий процес.
На церемонії передачі комп'ютера Говард Ейкен не згадав про будь-яку роль IBM в створенні машини. Томас Вотсон був розлючений і незадоволений цим вчинком Ейкена, тому припинив їх подальшу співпрацю. Дану IBM назву «Automatic Sequence Controlled Calculator» Ейкен замінив на «Mark I», а компанія розпочала створювати новий комп'ютер « SSEC» вже без участі Говарда Ейкена.
Своєю чергою, Говард Ейкен також продовжив роботу над створенням нових обчислювальних машин. За «Марком I» пішов «Марк II», потім у вересні 1949 р. «Марк III / ADEC», а в 1952 — « Марк IV».